# Gruta da Rua José Bensaúde
A Gruta da Rua José Bensaúde é uma formação geológica portuguesa localizada na freguesia de São José, concelho de Ponta Delgada, ilha de São Miguel, arquipélago dos Açores.
Esta cavidade apresenta uma geomorfologia de origem vulcânica em forma de tubo de lava localizado em encosta.
Este acidente geológico apresenta um comprimento de 30 m. por uma largura máxima de 7,5 m. por uma altura também máxima de 5 m.